# 오드 택시
《오드 택시》(일본어: オッドタクシー, ODDTAXI)은 P.I.C.S과 OLM에서 제작한 일본의 애니메이션이다. 2021년 4월부터 6월까지 TV 도쿄 계열에서 방영되었다.

## 줄거리
개인택시 운전사 오도카와는 몸가짐이 없고 타인과도 관계를 맺고 싶어하지 않으며 조금 편협하고 과묵한 괴짜. 자타가 공인하는 천애고독의 몸인 오도카와는 평범한 생활을 하기 위해 그가 운반하는 손님이나 몇 안 되는 친구와의 대화에 응함으로써 커뮤니케이션과 자아를 유지하고 있었다. 무심한 사람들의 대화가 펼쳐지는 가운데 이윽고 실종 중인 한 소녀가 연루된 사건으로 이어진다.